# Роккалумера
Роккалумера (італ. Roccalumera, сиц. Roccalumera) — муніципалітет в Італії, у регіоні Сицилія,  метрополійне місто Мессіна.
Роккалумера розташована на відстані близько 500 км на південний схід від Рима, 180 км на схід від Палермо, 26 км на південний захід від Мессіни.
Населення — 4187 осіб (2014).
Щорічний фестиваль відбувається 13 червня. Покровитель — Sant'Antonio di Padova.

## Демографія
Населення за роками:

Станом на 1 січня 2023 року в муніципалітеті офіційно проживало 186 іноземців з 22 країн, серед них 138 громадян країн Євросоюзу та 5 громадян України.

## Сусідні муніципалітети
- Фьюмедінізі
- Фурчі-Сікуло
- Манданічі
- Ніцца-ді-Сицилія
- Пальяра